# Phenomenon (álbum de LL Cool J)
Phenomenon é o sétimo álbum de estúdio de LL Cool J. Depois do sucesso do álbum anterior Mr. Smith, os mesmos princípios básicos são aplicados aqui, com várias faixas influenciadas por R&B, e algumas faixas a mais de hardcore rap. O álbum não foi tão bem sucedido como Mr. Smith em termos de número de vendas, mas virou disco de platina com mais de 756,306 cópias vendidas. O produtor executivo foi Sean "Puffy" Combs, e consequentemente apresenta a produção de sua equipe The Hitmen.

## Lista de faixas
| #  | Título                               | Duração | Participações especiais           | Produtor(es)                                                                         | Sample(s)                                                    |
| -- | ------------------------------------ | ------- | --------------------------------- | ------------------------------------------------------------------------------------ | ------------------------------------------------------------ |
| 1  | "Phenomenon"                         | 4:04    |                                   | Sean "Puffy" Combs for The Hitmen                                                    | - "White Lines (Don't Don't Do It)" by Grandmaster Melle Mel |
| 2  | "Candy"                              | 4:32    | Ricky Bell & Ralph Tresvant       | Trackmasters                                                                         | - "Candy Girl" by New Edition                                |
| 3  | "Starsky & Hutch"                    | 4:03    | Busta Rhymes                      | L.E.S.                                                                               |                                                              |
| 4  | "Another Dollar"                     | 3:48    |                                   | Curt Gowdy, Trackmasters                                                             | - "Stealing" by Dr. John                                     |
| 5  | "Nobody Can Freak You"               | 3:20    | LeShaun & Keith Sweat             | Trackmasters                                                                         | - "Nobody Can Be You" by Steve Arrington                     |
| 6  | "Hot Hot Hot"                        | 4:22    |                                   | Sean "Puffy" Combs, Deric "D-Dot" Angelettie & Ron "Amen-Ra" Lawrence for The Hitmen |                                                              |
| 7  | "4, 3, 2, 1"                         | 4:16    | Canibus, DMX, Method Man & Redman | Erick Sermon                                                                         | - "Superrappin'" by Grandmaster Flash and The Furious Five   |
| 8  | "Wanna Get Paid"                     | 4:11    | The Lost Boyz                     | Daven "Prestige" Vanderpool                                                          |                                                              |
| 9  | "Father"                             | 4:44    |                                   | Trackmasters                                                                         | - "Father Figure" by George Michael                          |
| 10 | "Don't Be Late, Don't Come Too Soon" | 6:38    | Tamia                             | Steven "Stevie J" Jordan for The Hitmen                                              |                                                              |